# IBM Cloud Video
IBM Cloud Video是一个通过互联网进行个人在线音视频广播（影音串流）平台，于2007年3月建立。现在此网站已经有多达两百万注册用户，每月产生多达一百五十万小时的在线视频和上百万人次的观看量。
在2008年美国总统竞选期间，几乎所有的候选人都使用过Ustream回答支持者的问题。2016年，IBM買下Ustream。

## 方式
廣播部份，Ustream讓使用者透過行動設備登入後廣播節目。使用者可以利用iPhone、Android及Windows Phone 7應用程式廣播。2011年7月26日Ustream發佈支援iPad上的App。

## 外部連結
- 官方网站
- Ustream的Facebook專頁
- Ustream的X（前Twitter）
- Ustream在Google+的頁面